# Johann Kastner (Leichtathlet)
Johann Kastner (geboren im 20. Jahrhundert) ist ein ehemaliger deutscher Leichtathlet.

## Werdegang
Mit der Deutschen Leichtathletik-Behindertennationalmannschaft nahm Johann Kastner an zwei Paralympischen Sommerspielen teil und gewann drei Silber- und eine Bronzemedaille.
Zunächst wurde er bei den Paralympischen Sommerspielen 1988 eingesetzt. Im Marathon errang er in der Leistungsgruppe 1C die Bronzemedaille, beim 5000-Meter-Lauf gewann er die Silbermedaille.
Bei den Paralympischen Sommerspielen 1992 in Barcelona war er erneut Mitglied der deutschen Behindertennationalmannschaft. Er trat auch hier über die Strecke von 5000 m an und wurde wieder Silbermedaillengewinner. Im 800-Meter-Lauf gewann er ebenfalls Silber.
Für die zwei bei den Paralympischen Sommerspielen 1992 in Barcelona gewonnenen Silbermedaillen wurde Johann Kastner am 13. Juni 1993 von Bundespräsident Richard von Weizsäcker mit dem Silbernen Lorbeerblatt ausgezeichnet.